# Oettingenové
Öttingenové, či Oettingenové je prastarý šlechtický rod s původem ve Frankách, v jižním Německu, poblíž města Riesgau. Od roku 1147 byli nositeli hraběcího titulu s predikátem z Öttingenu. Až do současnosti existují dvě rodové větve. Větev Oettingen-Spielberg obdržela titul knížat v roce 1734. Větev Oettingen-Wallerstein je starší, avšak knížecí titul nesla až od roku 1774.

## Historie rodu

### První hrabata zOettingenu
Rod Oettingenských hrabat a pozdějších knížat odvozuje svůj původ od jistého Fridricha (fl. kolem roku 987) jehož otec, Sikart V. je zmiňován jako žijící ještě v roce 1007. Nicméně příbuznost těchto předků s pozdějším rodem je nejistá. Prvním jistým členem rodu se zdá být Ludvík I., uváděný roku 1147 jako první hrabě z Oettingenu.
Podobně jako Reussové také Oettingenové měli ve zvyku dávat mužským potomkům rodu stejné jméno (často Ludwig – Ludvík), s obvyklým římským pořadovým číslem, které se však lišilo v závislosti na datu narození. Zvláštnost se v tomto případě týká pořadových číslic, neboť ty nebyly přidělovány pouze prvorozenému v rodě, ale také všem ostatním synům.
V době od 12. do 14. století rod významně rozmnožil svá panství ve východní části Švábska, včetně města Nördlingen v dnešním Bavorsku. V době mediatizace Svaté říše římské roku 1806 zaujímalo oettingenské území plochu přilbižně 850 km² s asi 60 000 obyvateli.

## Významné osobnosti

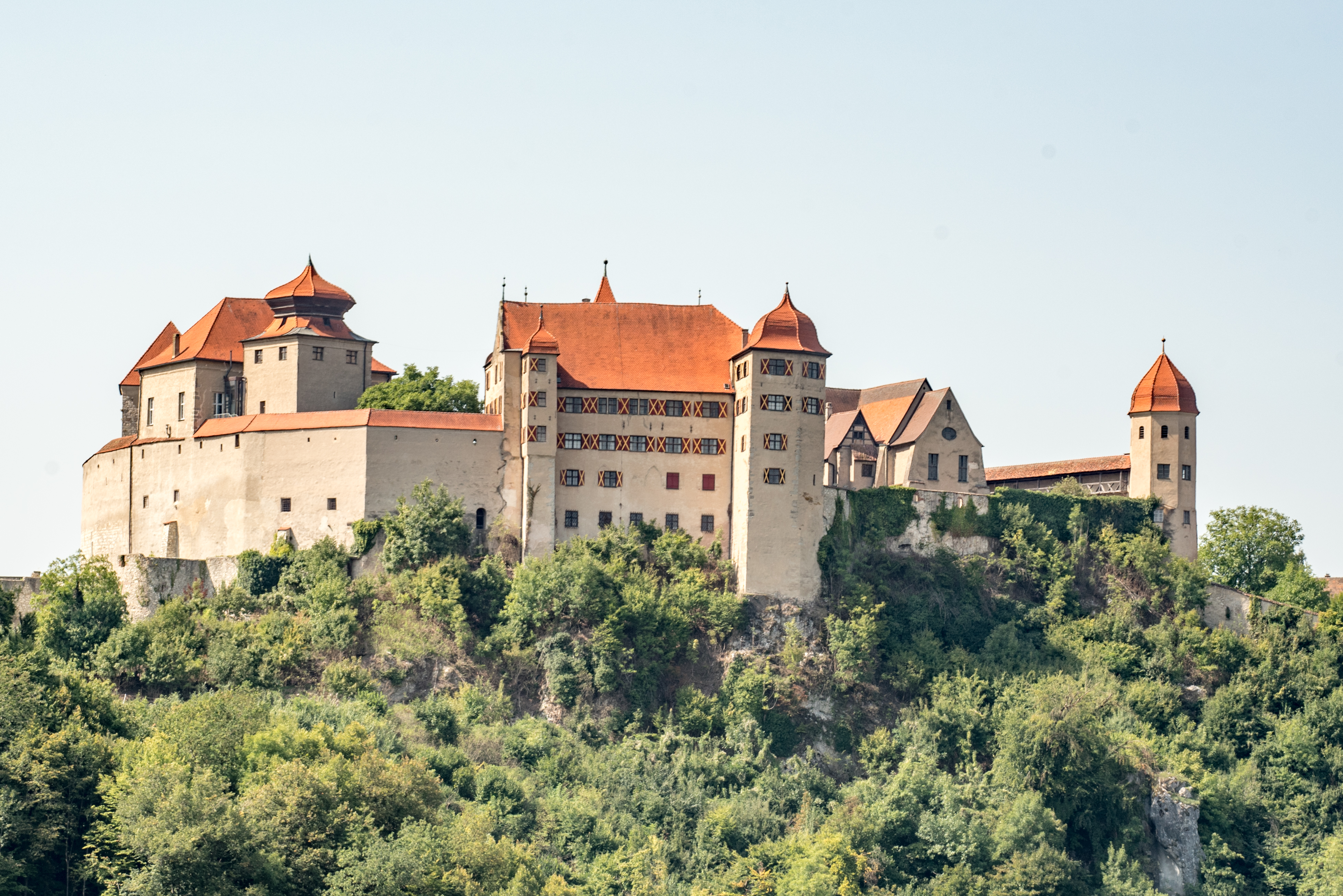
Rodové sídlo Hrad Harburg ve Švábsku

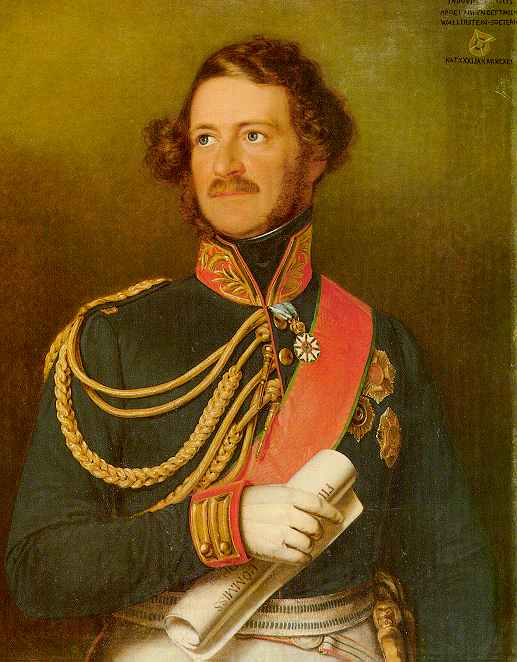
Ludvík z Oettingen-Wallersteinu (1791–1870), bavorský ministr vnitra a zahraničí v 19. století

- Siegfried z Öttingenu, biskup bamberský v roce 1237
- Guta z Oettingenu (1302–1329), dcera českého krále Albrechta I.
- Irmengarda z Oettingenu (1304–1389), hraběnka rýnsko-falcká, manželka Adolfa Falckého, později vstoupila do dominikánského řádu
- Bedřich IV. z Oettingenu, biskup eichstättský (1383–1415)
- Ludvík XI. z Oettingenu († 1440)
- Alžběta z Oettingenu, zvaná též Alžběta z Leuchtenbergu († 1406), sestra biskupa Bedřicha
- Wolfgang I. z Oettingenu (1455–1522), hrabě
- Bedřich z Öttingenu, biskup pasovský (1485–1490)
- Magdaléna z Öttingenu (1473–1525), manželka hraběte Oldřicha VII. z Montfortu, od roku 1520 regent v Tettnangu
- Anna Alžběta z Öttingen-Öttingenu (1603–1673), falkraběnka, třikrát provdaná:1.Gottfried Heinrich Pappenheim, 2. Jan Filip II. Leiningensko-Dagsbursko-Hartenburský (sňatek 1642, † 1643); žila v rodovém sídle Oettingenů, na hradě Harburgu ve Švábsku, kde se provdala potřetí:3. Jiří Vilém Falcko-Birkenfeldský († 1669)
- Marie Magdaléna z Oettingen-Baldernu (1619–1688), druhá manželka bádenského markraběte Viléma I.
- Gottfried z Öttingen-Öttingenu (1569–1595), mladší bratr Ludvíka a Albrechta.[1]
- Marie Dorotea Žofie z Oettingen-Oettingenu (1639–1698), kněžna z Öttingen-Öttingenu a sňatkem vévodkyně Württemberská
- Kristýna Luisa z Oettingen-Oettingenu (1671–1747), kněžna z Öttingen-Öttingenu a sňatkem vévodkyně brunšvicko-wolfenbüttelská a kněžna z Blankenburgu
- Marie Anna z Oettingen-Spielbergu (1693–1729), kněžna lichtenštejnská
- Marie Eleonora z Öttingen-Spielbergu (1745–1812), manželka polního maršála Karla Boromejského z Lichtenštejna, důvěrnice císaře Josefa II.
- Marie Eleonora z Öttingen-Wallersteinu (1747–1797), manželka krumlovského vévody Jana Nepomuka I. ze Schwarzenbergu
- Ludvík III. z Oettingen-Spielbergu (1788–1855)
- Ludvík Arnošt z Oettingen-Wallersteinu (1791–1870), státník
- František Ludvík z Öttingen-Wallersteinu (1795–1813), padl v bitvě u Hanavy[2]
- Ota z Oettingen-Spielbergu (1815–1882), politik
- Evžen z Oettingen-Wallersteinu (1885–1969), politik
- Karel Bedřich z Öttingen-Wallersteinu (1886)
- Gabriela Oettingenová (* 1953), bioložka a psycholožka